# Elecciones provinciales de Salta de 1995
El 1 de octubre de 1995 se realizaron elecciones para elegir un gobernador y un vicegobernador,  11 senadores provinciales, 30 diputados provinciales, además de 59 intendentes y concejales por municipio.
El resultado estableció que Romero fuera electo tras imponerse con el 48% de los votos, recuperando así la provincia para el peronismo que la había perdido cuatro años antes a manos del Partido Renovador de Salta.

## Resultados

### Gobernador y vicegobernador
| Lema                  | Lema                                          | Sublema                               | Fórmula               | Fórmula               | Sublema               | Sublema               | Lema    | Lema  |
| Lema                  | Lema                                          | Sublema                               | Gobernador            | Vicegobernador        | Votos                 | %                     | Votos   | %     |
| --------------------- | --------------------------------------------- | ------------------------------------- | --------------------- | --------------------- | --------------------- | --------------------- | ------- | ----- |
|                       | Frente Justicialista para la Victoria         | Frente Justicialista para la Victoria | Juan Carlos Romero    | Walter Wayar          | 174.058               | 97,47                 | 178.578 | 47,41 |
| Giacosa Gobernador    | Frente Justicialista para la Victoria         | Rodolfo Giacosa                       | Antonio Arzalán       | 2.839                 | 1,59                  |                       | 178.578 | 47,41 |
| Leales al Pueblo      | Frente Justicialista para la Victoria         | Silvia Troyano                        |                       | 1.681                 | 0,94                  |                       | 178.578 | 47,41 |
|                       | Partido Renovador de Salta                    | —                                     | Jorge Oscar Folloni   | Julio César Loutaif   | —                     | —                     | 159.911 | 42,45 |
|                       | Unión Cívica Radical                          | Unidos por Salta                      | José María Farizano   | Roberto Soto          | 25.701                | 77,19                 | 33.297  | 8,84  |
| Causa Radical         | Unión Cívica Radical                          | Luis Zabaleta                         |                       | 6.485                 | 19,48                 |                       | 33.297  | 8,84  |
| Otros                 | Unión Cívica Radical                          |                                       |                       | 1.111                 | 3,34                  |                       | 33.297  | 8,84  |
|                       | Movimiento por la Dignidad y la Independencia | —                                     | Ricardo Sureda        |                       | —                     | —                     | 3.107   | 0,82  |
|                       | Unión Popular                                 | —                                     | Lidoro Sánchez        |                       | —                     | —                     | 935     | 0,25  |
|                       | Movimiento Socialista de los Trabajadores     | —                                     | Orlando Pastrana      |                       | —                     | —                     | 840     | 0,22  |
| Votos positivos       | Votos positivos                               | Votos positivos                       | Votos positivos       | Votos positivos       | Votos positivos       | Votos positivos       | 376.668 | 98,27 |
| Votos en blanco       | Votos en blanco                               | Votos en blanco                       | Votos en blanco       | Votos en blanco       | Votos en blanco       | Votos en blanco       | 3.417   | 0,89  |
| Votos anulados        | Votos anulados                                | Votos anulados                        | Votos anulados        | Votos anulados        | Votos anulados        | Votos anulados        | 3.230   | 0,84  |
| Participación         | Participación                                 | Participación                         | Participación         | Participación         | Participación         | Participación         | 383.315 | 75,92 |
| Electores registrados | Electores registrados                         | Electores registrados                 | Electores registrados | Electores registrados | Electores registrados | Electores registrados | 525.662 | 100   |
| Fuente:               |                                               |                                       |                       |                       |                       |                       |         |       |

### Cámara de Diputados
| ← 1993 · Cámara de Diputados · 1997 → | ← 1993 · Cámara de Diputados · 1997 →         | ← 1993 · Cámara de Diputados · 1997 → | ← 1993 · Cámara de Diputados · 1997 → | ← 1993 · Cámara de Diputados · 1997 → | ← 1993 · Cámara de Diputados · 1997 → | ← 1993 · Cámara de Diputados · 1997 → | ← 1993 · Cámara de Diputados · 1997 → |
| Lema                                  | Lema                                          | Sublema                               | Sublema                               | Sublema                               | Lema                                  | Lema                                  | Lema                                  |
| Lema                                  | Lema                                          | Sublema                               | Votos                                 | %                                     | Votos                                 | %                                     | Bancas                                |
| ------------------------------------- | --------------------------------------------- | ------------------------------------- | ------------------------------------- | ------------------------------------- | ------------------------------------- | ------------------------------------- | ------------------------------------- |
|                                       | Frente Justicialista para la Victoria         | Frente Justicialista para la Victoria | 33.882                                | 20,80                                 | 162.901                               | 47,55                                 | Sin datos                             |
| Giacosa Gobernador                    | Frente Justicialista para la Victoria         | 2.742                                 | 1,68                                  |                                       | 162.901                               | 47,55                                 | Sin datos                             |
| Leales al Pueblo                      | Frente Justicialista para la Victoria         | 1.354                                 | 0,83                                  |                                       | 162.901                               | 47,55                                 | Sin datos                             |
| Otros                                 | Frente Justicialista para la Victoria         | 124.923                               | 76,69                                 |                                       | 162.901                               | 47,55                                 | Sin datos                             |
|                                       | Partido Renovador de Salta                    | —                                     | —                                     | —                                     | 141.341                               | 41,25                                 | Sin datos                             |
|                                       | Unión Cívica Radical                          | —                                     | —                                     | —                                     | 33.215                                | 9,69                                  | Sin datos                             |
|                                       | Movimiento por la Dignidad y la Independencia | —                                     | —                                     | —                                     | 3.574                                 | 1,04                                  | Sin datos                             |
|                                       | Unión Popular                                 | —                                     | —                                     | —                                     | 922                                   | 0,27                                  | Sin datos                             |
|                                       | Frente de los Jubilados                       | —                                     | —                                     | —                                     | 435                                   | 0,13                                  | Sin datos                             |
|                                       | Unión del Centro Democrático                  | —                                     | —                                     | —                                     | 233                                   | 0,07                                  | Sin datos                             |
| Votos positivos                       | Votos positivos                               | Votos positivos                       | Votos positivos                       | Votos positivos                       | 342.621                               | 98,18                                 |                                       |
| Votos en blanco                       | Votos en blanco                               | Votos en blanco                       | Votos en blanco                       | Votos en blanco                       | 3.272                                 | 0,94                                  |                                       |
| Votos anulados                        | Votos anulados                                | Votos anulados                        | Votos anulados                        | Votos anulados                        | 3.082                                 | 0,88                                  |                                       |
| Total                                 | Total                                         | Total                                 | Total                                 | Total                                 | 348,975                               | 100                                   |                                       |
| Fuente:                               |                                               |                                       |                                       |                                       |                                       |                                       |                                       |

### Cámara de Senadores
| ← 1993 · Cámara de Senadores · 1997 → | ← 1993 · Cámara de Senadores · 1997 →         | ← 1993 · Cámara de Senadores · 1997 → | ← 1993 · Cámara de Senadores · 1997 → | ← 1993 · Cámara de Senadores · 1997 → | ← 1993 · Cámara de Senadores · 1997 → | ← 1993 · Cámara de Senadores · 1997 → | ← 1993 · Cámara de Senadores · 1997 → |
| Lema                                  | Lema                                          | Sublema                               | Sublema                               | Sublema                               | Lema                                  | Lema                                  | Lema                                  |
| Lema                                  | Lema                                          | Sublema                               | Votos                                 | %                                     | Votos                                 | %                                     | Bancas                                |
| ------------------------------------- | --------------------------------------------- | ------------------------------------- | ------------------------------------- | ------------------------------------- | ------------------------------------- | ------------------------------------- | ------------------------------------- |
|                                       | Frente Justicialista para la Victoria         | —                                     | —                                     | —                                     | 78.602                                | 52,17                                 | Sin datos                             |
|                                       | Partido Renovador de Salta                    | —                                     | —                                     | —                                     | 55.877                                | 37,09                                 | Sin datos                             |
|                                       | Unión Cívica Radical                          | —                                     | —                                     | —                                     | 15.543                                | 10,32                                 | Sin datos                             |
|                                       | Movimiento por la Dignidad y la Independencia | —                                     | —                                     | —                                     | 830                                   | 0,55                                  | Sin datos                             |
|                                       | Unión Popular                                 | —                                     | —                                     | —                                     | 15                                    | 0,01                                  | Sin datos                             |
| Votos positivos                       | Votos positivos                               | Votos positivos                       | Votos positivos                       | Votos positivos                       | 150.660                               | 98,58                                 |                                       |
| Votos en blanco                       | Votos en blanco                               | Votos en blanco                       | Votos en blanco                       | Votos en blanco                       | 1.278                                 | 0,84                                  |                                       |
| Votos anulados                        | Votos anulados                                | Votos anulados                        | Votos anulados                        | Votos anulados                        | 894                                   | 0,58                                  |                                       |
| Total                                 | Total                                         | Total                                 | Total                                 | Total                                 | 152.832                               | 100                                   |                                       |
| Fuente:                               |                                               |                                       |                                       |                                       |                                       |                                       |                                       |